# Oxfordshire
Oxfordshire es uno de los cuarenta y siete condados de Inglaterra, en el Reino Unido. Con capital en Oxford, está ubicado en la región Sudeste.

## Geografía
El condado de Oxford (pronunciado /ˈɒksfədʃə/) está dividido en cinco distritos gubernamentales: Oxford, Cherwell, Vale of White Horse (llamado así por el Caballo Blanco de Uffington), West Oxfordshire y South Oxfordshire.
El principal núcleo de población es la ciudad de Oxford, junto con otras poblaciones como Bicester, Banbury y Chipping Norton al norte de Oxford; Witney al oeste; Thame y Chinnor al este; y Abingdon, Wantage, Wallingford, Didcot y Henley-on-Thames al sur. 
El condado limita al norte con Warwickshire y Northamptonshire, al este con Buckinghamshire, al sur con Berkshire y al oeste con Wiltshire y Gloucestershire.
El futuro crecimiento de población del condado se espera que se concentre alrededor de Banbury, Bicester, Didcot y Witney, cerca de la zona de crecimiento de las South Midlands.
El pico más alto del condado es Whitehorse Hill, en el Valle de White Horse, con una altura de 261 metros sobre el nivel el mar. El condado ocupa un área de 2605 km² y su población es de 615 204 habitantes.

## Historia
Históricamente, el área ha tenido siempre importancia. Se trata de una zona de gran valor agrícola situada entre las ciudades del sur y en la que se encuentra la ciudad de Oxford (nombre derivado de la denominación en inglés antiguo Oxenaforda).
Ignorado por los romanos, no fue hasta la creación de la localidad de Oxford cuando el área empezó a ganar importancia. Alfredo el Grande nació en Wantage. La Universidad de Oxford fue fundada en el año 1096. El área fue parte del mercado de lana de "Cotswolds" desde el siglo XIII.

## Economía
El principal recurso del condado es el turismo. La zona se destaca por la concentración de compañías e instalaciones relacionadas con el automovilismo (como Williams Grand Prix Engineering) y la Oxford University Press, que ha liderado la convergencia de compañías de impresión y publicación, mientras que la universidad también está vinculada a la concentración de compañías de biotecnología.

## Ciudades destacadas
- Oxford
- Woodstock
- Faringdon

## Monumentos y lugares de interés
- Palacio de Blenheim, declarado Patrimonio de la Humanidad por la Unesco.
- ciudad de Oxford.
- Mansión Kelmscott, hogar de William Morris.
- Río Támesis.